# Sarbacane de la Loire
Pour les articles homonymes, voir Sarbacane (homonymie).
 (septembre 2023).
Si vous disposez d'ouvrages ou d'articles de référence ou si vous connaissez des sites web de qualité traitant du thème abordé ici, merci de compléter l'article en donnant les références utiles à sa vérifiabilité et en les liant à la section « Notes et références ».
 (septembre 2023).
La mise en forme du texte ne suit pas les recommandations de Wikipédia : il faut le « wikifier ».
Les points d'amélioration suivants sont les cas les plus fréquents. Le détail des points à revoir est peut-être précisé sur la page de discussion.
- Les titres sont pré-formatés par le logiciel. Ils ne sont ni en capitales, ni en gras.
- Le texte ne doit pas être écrit en capitales (les noms de famille non plus), ni en gras, ni en italique, ni en « petit »…
- Le gras n'est utilisé que pour surligner le titre de l'article dans l'introduction, une seule fois.
- L'italique est rarement utilisé : mots en langue étrangère, titres d'œuvres, noms de bateaux, etc.
- Les citations ne sont pas en italique mais en corps de texte normal. Elles sont entourées par des guillemets français : « et ».
- Les listes à puces sont à éviter, des paragraphes rédigés étant largement préférés. Les tableaux sont à réserver à la présentation de données structurées (résultats, etc.).
- Les appels de note de bas de page (petits chiffres en exposant, introduits par l'outil «  Source ») sont à placer entre la fin de phrase et le point final[comme ça].
- Les liens internes (vers d'autres articles de Wikipédia) sont à choisir avec parcimonie. Créez des liens vers des articles approfondissant le sujet. Les termes génériques sans rapport avec le sujet sont à éviter, ainsi que les répétitions de liens vers un même terme.
- Les liens externes sont à placer uniquement dans une section « Liens externes », à la fin de l'article. Ces liens sont à choisir avec parcimonie suivant les règles définies. Si un lien sert de source à l'article, son insertion dans le texte est à faire par les notes de bas de page.
- La présentation des références doit suivre les conventions bibliographiques. Il est recommandé d'utiliser les modèles {{Ouvrage}}, {{Chapitre}}, {{Article}}, {{Lien web}} et/ou {{Bibliographie}}. Le mode d'édition visuel peut mettre en forme automatiquement les références.
- Insérer une infobox (cadre d'informations à droite) n'est pas obligatoire pour parachever la mise en page.

Pour une aide détaillée, merci de consulter Aide:Wikification.
Si vous pensez que ces points ont été résolus, vous pouvez retirer ce bandeau et améliorer la mise en forme d'un autre article.
La sarbacane de la Loire est une pratique spécifiquement culturelle liée à la ville de Saint-Étienne et sa région. Elle est également appelée jeu de la souffle.

## Historique
La sarbacane par elle-même est une arme présente depuis très longtemps dans certaines cultures, notamment chez différents peuples indigènes d'Amérique du Sud. Ses origines dans la région de la Loire, ainsi que celles de son activité traditionnelle, sont toutefois très obscures et incertaines.
Il n'existe aucune preuve connue d'utilisation de la sarbacane comme arme de guerre en France. Elle a pu être introduite en Europe lors de l'invasion sarrasine ou, selon une autre hypothèse, par les grands explorateurs des XVe et XVIe siècles. C'est peut-être aussi tout simplement la réutilisation sous forme ludique des canons de fusil du XVIIe siècle.
Ce jeu ancien à vocation compétitive, appelé aussi jeu de la souffle, est une tradition du patrimoine stéphanois. Il est pratiqué seulement à Saint-Étienne et dans les communes environnantes. Il permettait aux mineurs d'expectorer les traces de charbon de leurs poumons. Les recherches effectuées pour étayer l'hypothèse que le tir à la sarbacane ait pu être pratiqué dans d'autres régions de France sont demeurées vaines. Aucune encyclopédie, aucun grand dictionnaire, ne fait mention de sociétés organisées, hormis dans le Nord, où existait un jeu assez voisin, mais qui ne se pratique plus aujourd'hui depuis longtemps. Les archives ne nous donnent pas plus de renseignements sur les origines de l'activité. Est-ce tout simplement la transformation d'un jeu d'enfants par et pour les adultes ?
Plusieurs indices permettent de penser que ce jeu a été inventé par les armuriers stéphanois (fabricants de canons de fusils) à une époque qui remonte au moins à la première moitié du XVIIIe siècle. Une compagnie de jeu de la sarbacane est mentionnée par le chroniqueur stéphanois Claude Beneyton dans les années 1750. Cette compagnie est dotée de statuts et organise des compétitions analogues (le tir à l'oiseau) à celles du Jeu de l'Arc et de l'Arquebuse. Mais ces deux dernières compagnies étaient réservées à la bourgeoisie, seule habilitée à porter des armes. La sarbacane imitait le prestige des compagnies bourgeoises, sans enfreindre la réglementation sur les armes. Cette pratique ludique devait en outre permettre de recycler les canons de fusil refusés comme non conformes par les contrôleurs de la Manufacture d'Armes. Le jeu mentionné par Beneyton se situe à la Pajodière, à l'est de la place Chavanelle, c'est-à-dire en plein cœur du quartier des armuriers.
La plupart des associations ont été créées pendant la première moitié du XIXe siècle. Cependant on retrouve trace de sociétés beaucoup plus anciennes. Le chroniqueur Claude Beneyton, qui écrivait au milieu du XVIIIe siècle, mentionne à deux reprises le jeu de la sarbacane ("Le 27 août 1752, messieurs les chevaliers de la sarbacane ont aussi tiré à leur oiseau". "Le 10 août 1755, les chevaliers du jeu de la sarbacane à la 1755 Pajodière lez cette ville ont tiré à l’oiseau en l’air. Fut le roi Jacques Berthéas, le connétable Jean Baptiste Berau"). Une lettre adressée au préfet en août 1868 indique que la société dite « Sarbacane » rue Croix Courette à Saint-Étienne, a été fondée en 1774. Une autre aurait été fondée en 1779. Le plan cadastral de 1793 laisserait apparaître deux emplacements de tir à la sarbacane.
Le tir à la sarbacane est surtout pratiqué par des travailleurs manuels (armuriers, passementiers, teinturiers, ...) et pas uniquement, comme on le pense trop souvent, par les ouvriers mineurs, et ayant chacun leurs Jeux. (Le mot Jeux est ici employé pour désigner l'endroit où l'on pratique le tir à la sarbacane). En 1855 les mineurs ne représentaient que 6 % seulement des pratiquants sur 1 466 joueurs. En fait, la masse des pratiquants est représentative du tissu ouvrier du bassin stéphanois. On ne se rencontrait pas beaucoup entre Jeux, certains étant plus riches que d'autres.
Les jeux, de par leur appellation ressemblent beaucoup à des confréries ou au compagnonnage maçonnique. On trouve: La Fraternité, Les Francs Amis, La Gaieté, La Franche Loyauté, Les Amis réunis, etc. Les sociétés prendront aussi une appellation faisant référence au lieu de leur siège social: Jeu de la Sauvanière, Jeu des barques, Jeu du Champrond, etc. La notion d'entraide est très forte.
Les adhérents sont appelés chevaliers et les dirigeants sont hiérarchisés par leur titre : capitaine, équivalent aujourd'hui au président, trésorier. Conseiller, secrétaire, prévôt, plus particulièrement chargé de la discipline, etc. On retrouve ces grades et appellations dans les compagnies de tir à l'arc traditionnel.
Toutes les associations ont un caractère à peu près identique. Un terrain de jeu en plein air facilement reconnaissable à son traditionnel mât de tir au papegai, avec une ou deux salles attenantes selon que la partie cercle ou foyer est distincte de l'espace de tir. Une enseigne plus ou moins ornée signale le Jeu aux passants. Le Servant est le gérant du Jeu. Il est logé et touche un pourcentage sur les consommations.
Le 23 juillet 1893, les capitaines des 49 sociétés de la région se rassemblent au Jeu La Loyauté et décident de créer une fédération regroupant tous les jeux de sarbacane. Pendant plusieurs années ils étudieront statuts et règlements qui gèreront toutes les associations. C'est le 10 mai 1896 que la préfecture acceptera les premiers statuts de la Fédération départementale des jeux de sarbacane de la Loire.
Les règlements de cette époque sont très rigoureux. Un système d'amendes est mis en place et le moindre écart de conduite ou de langage oblige le chevalier à mettre son obole dans la boîte prévue à cet effet. À noter que ces boîtes sont toutes ressemblantes d'une société à une autre.
Les rites sont très poussés. L'admission d'un nouveau chevalier s'apparente à une initiation. Les femmes ne sont pas admises. Le postulant doit être âgé de 21 ans révolus (18 pour le fils d'un membre), être présenté par 2 parrains membres de la société, admis par vote en présence de tous les adhérents. Le capitaine annonce trait (fléchette) et remet la sarbacane au nouveau venu qui tire à son tour. Le Capitaine déclare alors à haute voix : "à l'honneur de la société, nous vous recevons chevalier D". Le récipiendaire répond en saluant. On lui remet ensuite le livre du règlement et les insignes de la société, qu'il paie. Il signe son admission et l'on boit un vin d'honneur.
L'appellation de baveux n'a pas non plus d'origine certaine. Deux aspects s'offrent à nous. Soit elle provient du fait que lors du tir, le souffleur projette de la salive dans le canon, soit du fait que lors du vin d'honneur de la cérémonie d'admission, le verre du récipiendaire portant dissimulés dans le rebord de petits trous, lorsque le nouveau chevalier boit, il "bave".
Toute la vie du chevalier était marquée par son appartenance à la société : baptême, mariage, anniversaires étaient souhaités. Lors du décès d'un sociétaire ou de sa femme, un drap mortuaire était fourni par la Fédération et on mettait un crêpe aux cibles pendant quarante jours. Tout manquement à ces "devoirs" entraînait automatiquement une amende.

## De nos jours
Aujourd'hui les règlements se sont beaucoup assouplis. Tous ces rites n'ont plus cours. Les concours sont ouverts aux femmes depuis le début des années 1970 et aux jeunes à partir de 10 ans depuis 1989 seulement. Il n'est pas rare maintenant de voir, dans les concours, des familles entières venir se mesurer dans une ambiance décontractée mais sérieuse.
Les associations aussi ont évolué. Les premières associations ont ajouté d'autres activités comme les boules ou le billard. C'est le cas à titre d'exemple de l'ASSB Roche-la-Molière, du Jeu de l'Aigle. De nouvelles, souvent pluridisciplinaires, ont vu le jour et ont incorporé le tir à la sarbacane parmi leurs activités : "Le Réveil Chambonnaire", les Amicales Laïques, etc.

## Le Comité
En 1988, la Fédération devient le Comité départemental des jeux de sarbacane de la Loire. Il est membre du Comité départemental olympique et sportif de la Loire. Afin de développer la pratique du tir à la sarbacane il poursuit depuis une forte activité promotionnelle, principalement en direction des jeunes, et n'hésite pas non plus à s'expatrier quand l'occasion se présente, que ce soit dans d'autres régions de France (Ugine en Savoie, Vals les Bains en Ardèche, Sarlat dans le Périgord) ou à l'étranger (Pologne, Allemagne, Portugal) par exemple.
L'année 2000 a connu un événement sans précédent pour la discipline. 10 titulaires du BEESAPT (Brevet d'État Éducateur Sportif Activités Pour Tous) ont reçu une formation spécifique. Ceci permet d'avoir des éducateurs professionnels spécialisés pouvant enseigner la pratique du tir à la sarbacane dans les centres de loisirs, les écoles, les centres aérés et, bien sûr, dans nos associations.
Depuis 2001 une fabrication de sarbacane a démarré dans un atelier de travail adapté de l'association des "Infirmes Moteurs Cérébraux (IMC)" de la Loire, permettant de fournir la demande des pratiquants qui ne possèdent pas leur propre matériel, mais aussi de nouvelles associations et de nouveaux pratiquants.
À ce jour, 10 associations sont adhérentes au Comité départemental. Cela représente quelque 350 pratiquants plus ou moins assidus. Parmi ceux-ci il faut compter 135 compétiteurs engagés dans le championnat.
Le Comité départemental propose également un cycle pédagogique, permettant sous forme ludique, l'initiation au tir à la sarbacane d'enfants en milieu scolaire.
Des contacts existent avec d'autres associations. Il faut espérer que, si toutes ne concrétisent pas leur intérêt pour cette discipline, certaines viendront grossir les rangs des pratiquants.